# Конференция католических епископов Индонезии
Конференция католических епископов Индонезии (индон. Konperensi Waligereja Indonesia, KWI) — коллегиальный орган церковно-административного управления Римско-Католической церкви церковной иерархии в Индонезии. Конференция католических епископов Индонезии осуществляет определённые пастырские функции, направленные для решения литургических, дисциплинарных и иных вопросов, свойственных католической общине страны. Высшим органом Конференции католических епископов Индонезии является общее собрание епископов и архиепископов. Решения Конференции католических епископов Индонезии утверждаются Римским папой. Конференция католических епископов Индонезии входит в Федерацию конференций католических епископов Азии.

## История
26 — 30 апреля 1954 года в Лаванге собрались католические епископы Индонезии, которые поручили написать Устав конференции. 31 января 1955 года этот Устав был согласован с представителем Святого Престола пронунцием В. Шемакером. 2 ноября 1955 года в городе Сурабая состоялась первая конференция католических епископов Индонезии, в которой участвовало 22 иерарха Католической церкви. Первоначально конференция называлась как «Высший Совет католических епископов» (MAWI).
На конференции MAWI, состоявшейся с 9 по 16 мая 1960 года в городе Унгаран на острове Ява, католические иерархи обратились в Римскому папе Иоанну XXIII с просьбой утвердить Конференцию католических епископов Индонезии. 3 января 1961 года Римский папа Иоанн XXIII издал бреве «Quod Christus Adorandus», которым Конференцию епископов Индонезии. 2 августа 1973 года был утверждён Устав Конференции епископов под современным наименованием.
В настоящее время в Конференцию католических епископов Индонезии входят все иерархи католических церковных структур, действующих в стране.

## Источник
- Annuario Pontificio, Libreria Editrice Vaticana, Città del Vaticano, 2003, стр. 1009, ISBN 88-209-7422-3